# Ellbach (Sulm)
Der Ellbach ist ein selbst knapp 2 km, zusammen mit dem längeren rechten Lauchbach seiner beiden Oberläufe 51⁄2 km langer Bach im Landkreis Heilbronn im nördlichen Baden-Württemberg, der bei Ellhofen von links und Süden in die mittlere Sulm mündet.

## Geographie

### Oberläufe

#### Lauchbach
Der Lauchbach ist der längere rechte der beiden Ellbach-Oberläufe. Er entspringt auf etwa 320 m ü. NHN nördlich unterm Untergruppenbacher Sandberg im Hörnleswald dicht an der Gemeindegrenze von Lehrensteinsfeld zu Untergruppenbach. In seiner bewaldeten Quellklinge fließt er ostnordostwärts, nach etwa 300 Metern am Waldrand, bis er nach einem halben Kilometer den Wald hinter sich lässt. Nach etwa der Hälfte seines Laufes unterquert er südlich von Lehrensteinsfeld die L 1102 von Untergruppenbach-Unterheinriet her und wendet sich nach links auf nördliche Laufrichtung. Er passiert den Talsportplatz von Lehrensteinsfeld am Ostrand des Dorfes, wo ihm der von Westsüdwesten kommende Wolfsgurgelbach von links zuläuft. Danach trennt er den Dorfrand Lehrensteinsfelds am linken von dessen Wohnplatz Helmling am rechten Ufer und durchläuft etwas weiter bachabwärts das außerdörfliche Anwesen des Eichhofes. Gleich danach fließt er mit dem linken Oberlauf des Ellbachs zusammen.
Der Lauchbach ist 3,6 km lang und hat ein ca. 4,6 km² großes Einzugsgebiet.

#### Kaltenbrunnenbach
Der Kaltenbrunnenbach ist der linke und kleinere der beiden Ellbach-Oberläufe. Sein bedeutenderer rechter Oberlauf Neuhäldenbach entspringt nahe der A 81 auf etwa 255 m ü. NHN am Nordrand des Hörnleswald unter dem Weinberghang Neuhälden. Er fließt nordostwärts, anfangs entlang der Stadtgrenze von Weinsberg, und vereint sich an den zuletzt von diesem durchflossenen Lehrensteinsfelder Weihern mit dem linken Hohenhäldenbach. Der so entstandene Kaltenbrunnenbach wendet sich langsam in mehr östliche Richtung und streift dabei fast den nördlichen Dorfrand von Lehrensteinsfeld. Nachdem er noch am Lehrensteinsfelder Aussiedlerhof Wettäcker vorbeigezogen ist, fließt er bald mit dem Lauchbach zusammen.
Der Kaltenbrunnenbach ist zusammen mit seinem längeren rechten Oberlauf 2,8 km lang und hat ein ca. 2,1 km² langes Einzugsgebiet.

### Verlauf
Der Ellbach entsteht etwa 700 Meter südsüdöstlich vom Siedlungsrand des Dorfes Ellhofen entfernt auf 189,9 m ü. NHN an der Südgrenze des Gemeindegebietes nahe dem Wohnplatz Eichhof der Nachbargemeinde Lehrensteinsfeld. Dort fließen der zuletzt von Süden kommende Lauchbach und der zuletzt von Westen auf der Gemeindegrenze nahende Kaltenbrunnenbach zusammen.
Der Ellbach fließt von dort an zunächst nordwärts auf Ellhofen zu. Rechts der Talmulde erheben sich oberhalb einer schmalen Zone von Kleingärten am Unterhang der Ketzersberg und das Gewann Greut teils bis auf 254,2 m ü. NHN, an deren Abhängen Wein angebaut wird, während der linke Hang flacher ansteigt und von Äckern und Obstgärten bedeckt ist.
Der Ellbach schlängelt sich auf diesem Abschnitt leicht, ist zwei bis drei Meter breit und bis zu zwei Meter in die Aue eingetieft, das Sohlsediment ist sandig bis schlammig. Am Ufer steht eine Baumgalerie, in der die für solche Standorte recht untypische Robinie dominiert. Nur auf wenigen Teilabschnitten ist der Bachlauf naturnah und wechselt also zwischen stillen Abschnitten und kleinen Schnellen. Das rechte Ufer ist lange mit Steinblöcken befestigt, zwischen denen mehrfach Treppen aufs Bachniveau herabführen. Zwei wohl meist trockenliegende Weinbergrinnen münden vom rechten Hang herab zu.
Zweihundert Meter vor dem Ellhofener Siedlungsrand schwenkt der Ellbach auf Nordwestlauf und durchfließt dann gleich das gewöhnlich trockenliegende Hochwasserrückhaltebecken Ellbach. Nachdem der Bach den 11 Meter hohen Erddamm durchquert hat, tritt er in einem weiteren, recht breiten Feldgehölz wieder an die Oberfläche, das sich zum Ort hin beidseitig zu einer schmalen Baumgalerie verengt, von der her dicke Erlenwurzeln in den Bachlauf eingewachsen sind und so kleine Schnellen geschaffen haben.
Innerhalb der Ortskontur Ellhofens fließt der Bach noch gut 100 Meter offen bis zur Einmündung der Kesselenstraße in die Eulenbergstraße, ab wo er unter erst der letztgenannten Straße, dann nordwärts unter der Hauptstraße unterirdisch verdolt fließt. Zwischen dem Kirchplatz und der Gemeindehalle  wendet sich die Verdolung auf anfangs nordwestlichen, dann wieder nördlichen Lauf unter dem Binweg. Nach dessen Einmündung in die Haller Straße (B 39) tritt der Bach an der anderen Seite der Bundesstraße am Ortsrand wieder an die Oberfläche. Er fließt, nun wieder von einer schmalen Auengalerie begleitet, wenig gewunden seine letzten gut 150 Meter nordwärts. Dann mündet er auf etwa 174 m ü. NHN von links in die mittlere Sulm ein, kurz bevor diese die Bahnstrecke Crailsheim–Heilbronn unterquert.
Der Ellbach mündet nach 1,9 km langem Lauf mit mittlerem Sohlgefälle von etwa 8 ‰ rund 16 Höhenmeter unterhalb des Zusammenflusses seiner Oberläufe. Rechnet man den Oberlauf Lauchbach dazu, dann durchfließt er auf etwa 5,5 km Länge die etwa 146 Höhenmeter Gefälle zwischen dessen Quelle in den Heilbronner Bergen und der Mündung in die Sulm mit mittlerem Sohlgefälle von etwa 27 ‰.

### Einzugsgebiet
Der Ellbach hat ein 8,4 km² großes Einzugsgebiet. Der schmale Südrand davon liegt in den bewaldeten Heilbronner Bergen, der größere Teil in der Mitte und im Norden im fast ganz offenen Weinsberger Tal, beide sind Unterräume des Naturraums der Löwensteiner Berge. Der mit 387 m ü. NHN höchste Punkt liegt auf dem Untergruppenbacher Sandberg auf der südlichen Wasserscheide, an der Südwestspitze des Einzugsgebietes der mit 377,9 m zweithöchste auf dem Reisberg.
Die größten Flächenanteile gehören zu den Gemeinden Lehrensteinsfeld im oberen und mittleren Einzugsgebiet und dann Ellhofen überwiegend im unteren. Die beiden Dörfer liegen am Lauf, daneben gibt es im Einzugsgebiet noch drei viel kleinere Wohnplätze von Lehrensteinsfeld. Nur deutlich kleinere, unbesiedelte Randbereiche mit hohem Waldanteil gehören im Osten zur Gemeinde Obersulm, im Süden zur Gemeinde Untergruppenbach, im Südwesten zur Stadt Heilbronn und im Westen zur Kleinstadt Weinsberg.
An den westexponierten Hängen rechtsseits von Lauchbach und Ellbach sowie an den Südosthängen zwischen den Talmulden der oberen Läufe ist der Weinbau stark vertreten. Daneben gibt es auch Obstbauflächen, insgesamt dominiert jedoch im offenen Teilgebiet nach Fläche der Ackerbau.
Reihum grenzen die Einzugsgebiete der folgenden Nachbargewässer an:
- Im Nordosten fließen nur unbeständige Gerinne etwas oberhalb in die Sulm;
- im Osten grenzt das Entwässerungsgebiet des kleinen Mäusebachs an, ebenfalls ein Sulm-Zufluss;
- im Südosten konkurriert der Aubach, der linke Zufluss des noch etwas höher zur Sulm entwässernden Hambachs;
- der jenseitige Abfall der prominentesten Wasserscheide auf dem Kamm der Heilbronner Berge im Süden entwässert zum Neckar-Zufluss Schozach, im Südwesten über deren Zufluss Gruppenbach;
- der Abfluss jenseits der westlichen Wasserscheide erreicht, anfangs über einen Zufluss von ihm, den tieferen Zufluss Stadtseebach der Sulm, die ihrerseits unterhalb der Schozach den Neckar speist.

### Zuflüsse und Seen
Liste der Zuflüsse,  Seen und  Hochwasserrückhaltebecken von der Quelle zur Mündung. Gewässerlänge, Seefläche, Einzugsgebiet und Höhe nach den entsprechenden Layern auf der Onlinekarte der LUBW. Andere Quellen für die Angaben sind vermerkt.
Ursprung des Ellbach auf 189,9 m ü. NHN bei Lehrensteinsfeld-Eichhof am Zusammenfluss seiner Oberläufe.
- Lauchbach, rechter Oberlauf von Südsüdwesten, 3,6 km und ca. 4,6 km².[LUBW 7] Entsteht auf etwa 320 m ü. NHN nördlich unterm Untergruppenbacher Sandberg im Hörnleswald. Bis zum ersten Zufluss unbeständige Wasserführung.
  - (Zufluss), von rechts und Südwesten auf etwa 226 m ü. NHN in den Baiershofwiesen südlich von Lehrensteinsfeld, ca. 1,1 km[LUBW 8] und ca. 0,6 km².[LUBW 7] Entsteht auf etwa 275 m ü. NHN im Steinbuchwald. Unbeständige Wasserführung.
  - Wolfsgurgelbach, von links und Westsüdwesten auf etwa 200 m ü. NHN beim Sportplatz am Ostrand von Lehrensteinsfeld, 2,6 km und ca. 1,3 km².[LUBW 7] Entsteht auf etwa 312 m ü. NHN im Hörnleswald wenig östlich der A 81 nördlich unter dem Sattel zwischen Reisberg und Sandberg.
  -  Durchfließt auf etwa 230 m ü. NHN etwa einen halben Kilometer nach dem Waldaustritt nacheinander die zwei Teiche des Forellensees, zusammen über 0,1 ha.
  -  Durchfließt auf etwa 204 m ü. NHN einen mündungsnahen Teich in Lehrensteinsfeld vor der Seestraße, 0,4 ha.
- Kaltenbrunnenbach, linker und südsüdwestlicher Oberlauf, 1,2 km ab dem Zusammenfluss der Oberläufe und 2,8 km mit dem längeren rechten Oberlauf sowie ca. 2,1 km².[LUBW 7] Entsteht auf etwa 209 m ü. NHN wenig westlich von Lehrensteinsfeld nahe den Lehrensteinsfelder Weihern.
  - Neuhäldenbach, rechter Oberlauf von Südwesten, 1,6 km und ca. 0,7 km².[LUBW 7] Entsteht auf etwa 255 m ü. NHN nahe der A 81 unter dem Weinberghang Neuhälden.
  - Hohenhäldenbach, linker und westsüdwestlicher Oberlauf, 0,9 km und ca. 0,5 km².[LUBW 7] Entsteht auf etwa 228 m ü. NHN unter dem Weinberghang Hohhälden.
    -  Durchfließt auf etwa 210–205 m ü. NHN die zwei Lehrensteinsfelder Weiher, zusammen 1,1 ha.
- Totenbaumgraben, von links und Westsüdwesten auf etwa 185 m ü. NHN kurz vor dem folgenden, 1,4 km und ca. 0,4 km².[LUBW 7] Entsteht auf etwa 230 m ü. NHN nahe der B 39a (Auffahrtstrecke von der B 39 zur Auffahrt Weinsberg/Ellhofen an der A 81). Längstenteils Feldweggraben in natürlicher Mulde. Unbeständige Wasserführung.
- Durchfließt kurz vor dem Ortsrand von Ellhofen auf etwa 184 m ü. NHN das 1997 erbaute, gewöhnlich trockenliegende  Hochwasserrückhaltebecken Ellbach mit 11,2 m hohem Erddamm, einem Rückhaltevolumen von 160.000 m³[LUBW 9] und einem Einzugsgebiet von ca. 7,6 km²[LUBW 10], das vom Wasserverband Sulm betrieben wird.

Mündung des Ellbachs von links und zuletzt Süden auf ca. 174 m ü. NHN in die Sulm in der Flussaue wenig nördlich von Ellhofen vor deren Unterführung unter der Bahnstrecke Heilbronn–Crailsheim. Der Ellbach ist selbst 1,9 km, zusammen mit seinem längeren rechten Oberlauf Lauchbach 1,9 km lang und hat ein 8,4 km² großes Einzugsgebiet.

## Geologie
Im Einzugsgebiet des Ellbachs stehen Schichten des Mittelkeupers vom Kieselsandstein (Hassberge-Formation) bis hinunter zum Gipskeuper (Grabfeld-Formation) an. Kieselsandstein gibt es nur in Gestalt zweier kleiner Inseln auf der südlichen Wasserscheide auf den kleinen Hochplateaus von Reisberg und Sandberg. Um diese herum streichen an den obersten Bergabfällen die Unteren Bunten Mergel (Steigerwald-Formation) aus. Darunter liegt eine Zone von Schilfsandstein (Stuttgart-Formation), in dessen Schichthöhe einige der Bachquellen liegen.
Den größere Teil des Einzugsgebietes vom unteren Abfall der Heilbronner Berge bis hin zur Sulm nimmt jedoch der Gipskeuper (Grabfeld-Formation) ein. Dieser ist allerdings nördlich der Ortsgrenze von Lehrensteinsfeld fast ganz und an den Oberläufen teilweise schon recht früh von viel jüngerem Gestein überdeckt, unter dem lössführende Fließerden dominieren, weit im Norden dann Lösssediment aus quartärer Ablagerung. In den Talgründen begleitet schon bald ein Band aus Schwemmland die Gewässerläufe, das am Lauchbach etwa von der Unterquerung der L 1102 Untergruppenbach-Oberheinriet–Lehrensteinsfeld an und bis zum Zufluss des Wolfsgurgelbaches aus Auenlehm besteht. In diesem läuft der Ellbach selbst erst wieder ganz zuletzt in der linken Sulmaue ab dem Ortsrand von Ellhofen.

## Natur und Schutzgebiete
Im Einzugsgebiet sind zwei Wasserschutzgebiete eingerichtet.
Eines erstreckt sich linksseits des Ellbachs vom Nordrand Lehrensteinsfelds über den mittleren und unteren Kaltenbrunnenbach hinweg bis an den Südostrand von Ellhofen. Je eine Wasserfassung darin liegt beidseits des unteren Kaltenbrunnenbach sowie eine dritte tief unten am linken Hang des Ellbachs beim Rückhaltebecken. Ein weiteres Wasserschutzgebiet liegt größtenteils außerhalb des Einzugsgebietes und ragt nur in schmalem Streifen von Osten her am oberen Greut  und im und nach dem Ortsbereich von Ellhofen herein, seine Wasserfassungen liegen über dem Greut und in der Sulmaue oberhalb der Ellbachmündung.

### LUBW
Amtliche Online-Gewässerkarte mit passendem Ausschnitt und den hier benutzten Layern: Lauf und Einzugsgebiet des Ellbachs

Allgemeiner Einstieg ohne Voreinstellungen und Layer: Daten- und Kartendienst der Landesanstalt für Umwelt Baden-Württemberg (LUBW) (Hinweise)
1. 1 2 3  Höhe nach dem Höhenlinienbild auf dem Hintergrundlayer Topographische Karte.
2. 1 2 3 4 5  Höhe nach grauer Beschriftung auf dem Hintergrundlayer Topographische Karte.
3. 1 2 3  Länge nach dem Layer Gewässernetz (AWGN).
4. 1 2 3  Einzugsgebiet nach dem Layer Basiseinzugsgebiet (AWGN).
5. ↑  Bachnatur teilweise nach dem Layer Geschützte Biotope.
6. ↑  Seefläche nach dem Layer Stehende Gewässer.
7. 1 2 3 4 5 6 7  Einzugsgebiet abgemessen auf dem Hintergrundlayer Topographische Karte.
8. ↑  Länge abgemessen auf dem Hintergrundlayer Topographische Karte.
9. ↑  Daten des Hochwasserrückhaltebeckens nach dem Layer Stauanlage.
10. ↑  Einzugsgebiet nach dem Layer Basiseinzugsgebiet (AWGN) für ein nur wenig größeres Einzugsgebiet, dessen überständige Anteile auf dem Hintergrundlayer Topographische Karte abgemessen und abgezogen wurden.
11. ↑  Höhe nach schwarzer Beschriftung auf dem Hintergrundlayer Topographische Karte.
12. ↑  Schutzgebiete nach den einschlägigen Layern.

### Andere Belege
1. ↑  Abfluss-BW - Daten und Karten
2. ↑  Josef Schmithüsen: Geographische Landesaufnahme: Die naturräumlichen Einheiten auf Blatt 161 Karlsruhe. Bundesanstalt für Landeskunde, Bad Godesberg 1952. → Online-Karte (PDF; 5,1 MB)
3. ↑  Wolf-Dieter Sick: Geographische Landesaufnahme: Die naturräumlichen Einheiten auf Blatt 162 Rothenburg o. d. Tauber. Bundesanstalt für Landeskunde, Bad Godesberg 1962. → Online-Karte (PDF; 4,7 MB)
4. ↑  Geologie nach den Layern zu Geologische Karte 1:50.000 auf: Mapserver des Landesamtes für Geologie, Rohstoffe und Bergbau (LGRB) (Hinweise)